# A House Made of Splinters
A House Made of Splinters (em ucraniano:  Будинок із трісок) é um longa-metragem documental lançado em 2022 coproduzido internacionalmente entre Dinamarca, Ucrânia, Suécia e Finlândia dirigido pelo cineasta dinamarquês, Simon Lereng Vilmont e criado com o apoio da Agência Estatal Ucraniana de Cinema, que segue a história de crianças em um orfanato especial no leste da Ucrânia O filme teve sua estreia mundial no Festival de Sundance em 26 de janeiro de 2022, onde venceu o prêmio de melhor diretor na seção World Cinema Documentary. Além disso, foi um dos 15 filmes selecionados na categoria Melhor Documentário dentre 144 elegíveis  e em seguida indicado ao 95º Oscar na referida categoria.

## Sinopse
O filme apresenta as histórias de crianças de um orfanato especial no leste da Ucrânia. Os heróis da fita, como são conhecidos, foram vários educadores que, nas condições da guerra com a Rússia, estão tentando criar um espaço seguro para as crianças perto da linha de frente. Enquanto as crianças estão sendo cuidadas, os adolescentes maiores de idade estão em perigo. Ao mesmo tempo, autoridades estaduais e os tribunais decidem o futuro e destino das crianças.

## Produção
As filmagens do documentário duraram mais de dois anos em Donbass. Foi produzido em coprodução internacional com a Suécia, Finlândia, Dinamarca e Ucrânia com o apoio da Agência Estatal Ucraniana de Cinema (Ukrainian State Film Agency).

## Lançamento
O filme teve sua estreia mundial no Festival de Cinema de Sundance em 26 de janeiro de 2022.
Foi convidado no Festival Internacional de Cinema de Gotemburgo, realizado de 27 de janeiro a 5 de fevereiro de 2022, e no CPH:DOX, Festival Internacional de Documentários de Copenhague, realizado de 23 de março a 3 de abril de 2022. Em abril de 2022, foi exibido no festival suíço de documentários Visions du Réel e depois na 29ª edição do Hot Docs Canadian International Documentary Festival. Em maio de 2022, foi apresentado no DOK.fest Munich e no festival de documentários israelense Docaviv. Em junho de 2022, foi exibido no Festival de Cinema de Sydney. No próximo mês de julho, foi selecionado na 19ª edição do Golden Apricot Yerevan International Film Festival, realizado de 10 a 17 de julho, na 'Competição Internacional de Longa-Metragem'. Em setembro, o filme apresentado no Programa de Competição da AJB DOC realizado de 9 a 13 de setembro. Em outubro de 2022, foi apresentado na Semana Internacional de Cine de Valladolid e no Festival de Cinema de Osnabrück e em 3 de novembro de 2022 no Lübeck Nordic Film Days.
Em 17 de janeiro de 2023, o American Documentary informou que o POV (um termo do cinema para "ponto de vista") adquiriu o filme e fará sua estreia na transmissão nacional na PBS, American Experience, como parte da 36ª temporada do POV, com lançamento no verão de 2023.

## Recepção

### Resposta da Crítica
No site agregador de resenhas Rotten Tomatoes, o filme possuí 95% de aprovação com base nas resenhas de 21 críticos, com nota média de 7,6/10. No Metacritic, tem uma pontuação média ponderada de 73 em 100 com base em 4 análises, indicando "avaliações geralmente favoráveis".
A crítica de Jack Seale ao The Guardian avaliou o filme com 4 estrelas de 5 e escreveu: "Cheio de verdades duras e quase intoleravelmente frias sobre o que acontece com os pequenos quando a sociedade está fragmentada." Daniel Fienberg, do Hollywood Reporter, admirando os momentos de beleza, escreveu: "Admirei os momentos de beleza que Wilmont oferece em um filme que não é consistente o suficiente em sua abordagem narrativa." Concluindo, Fienberg opinou: "Mesmo que A House Made of Splinters não consiga decidir completamente se quer contar uma história ou se a repetição de devastação e elevação efêmera é suficiente, os rostos aqui permanecem por muito tempo depois que o filme termina." A crítica de Guy Lodge para a Variety elogiou a cinematografia do filme, escrevendo: "O cinema de Lereng Wilmont [é] marcado por uma ternura incomum e interesse humano, filmado com uma câmera que parece quase invisível para seus súditos". Concluindo, Lodge declarou: "A House Made of Splinters se entrega a passagens de poesia visual - dança leve em rostos extasiados, silhuetas de duas crianças traçando os padrões em uma cortina de voile iluminada por trás", acrescentou ele, "- que parecem merecidas, concedendo espaço para respirar e beleza para um ambiente que mais precisa delas." Elena Lazic no Cineuropa afirmou que o filme "oferece uma janela para [a realidade da vida no leste da Ucrânia] por meio de uma casa temporária para crianças que não podem ser cuidadas pelos pais". No parágrafo final, Lazic lamentou que o filme "não forneça nenhuma ideia inovadora sobre os ciclos de vício, violência e negligência", em seguida dando um aspecto positivo do filme, ela acrescentou, "mas mostra a diferença que mesmo um piscar de olhos raio de esperança pode fazer na vida das crianças."

### Prêmios e Indicações
| Prêmios                                              | Ano                    | Categoria                                                      | Destinatários e Candidatos | Resultado | Ref           |
| ---------------------------------------------------- | ---------------------- | -------------------------------------------------------------- | -------------------------- | --------- | ------------- |
| Festival de Sundance                                 | 30 de Janeiro de 2022  | Melhor Diretor – Competição de Documentários do Cinema Mundial | Simon Lereng Wilmont       | Venceu    | [ 24 ]        |
| Festival de Cinema de Gotemburgo                     | 5 de Fevereiro de 2022 | Dragon Award de Melhor Documentário Nórdico                    | A House Made of Splinters  | Venceu    | [ 25 ]        |
| One World Film Festival                              | 2 de Abril de 2022     | Prémio do Júri de Competição Internacional de Melhor Filme     | A House Made of Splinters  | Venceu    | [ 26 ]        |
| Festival Internacional de Documentário de Copenhague | 3 de Abril de 2022     | Prêmio Politiken:DOX                                           | A House Made of Splinters  | Venceu    | [ 27 ] [ 28 ] |
| ZagrebDox                                            | 10 de Abril de 2022    | Competição Movies That Matter (prêmio principal)               | A House Made of Splinters  | Venceu    | [ 29 ]        |
| European Film Awards                                 | 10 de Dezembro de 2022 | Melhor Documentário Europeu                                    | A House Made of Splinters  | Indicado  | [ 30 ]        |
| IDA Documentary Awards                               | 10 de Dezembro de 2022 | Melhor Documentári                                             | A House Made of Splinters  | Indicado  | [ 31 ]        |
| IDA Documentary Awards                               | 10 de Dezembro de 2022 | Melhor Direção                                                 | Simon Lereng Wilmont       | Indicado  | [ 31 ]        |
| IDA Documentary Awards                               | 10 de Dezembro de 2022 | Melhor Cinematografia                                          | Simon Lereng Wilmont       | Indicado  | [ 31 ]        |
| Cinema Eye Honors                                    | 12 de Janeiro de 2023  | Melhor Produção                                                | Monica Hellström           | Indicado  | [ 32 ]        |
| Cinema Eye Honors                                    | 12 de Janeiro de 2023  | Melhor Cinematografia                                          | Simon Lereng Wilmont       | Indicado  | [ 32 ]        |
| Independent Spirit Awards                            | 4 de Março de 2023     | Melhor Documentário                                            | A House Made of Splinters  | Pendente  | [ 33 ]        |
| Academy Awards                                       | 12 de Março de 2023    | Melhor Documentário                                            | A House Made of Splinters  | Pendente  | [ 6 ]         |

## Ligações Externas
- Sítio oficial
- A House Made of Splinters. no IMDb.
- «A House Made of Splinters» (em inglês) no Rotten Tomatoes
- A House Made of Splinters on Cinephil